# Iglesia de Santiago (Almería)
La iglesia de Santiago Apóstol de la ciudad española de Almería se encuentra situada en la calle de las Tiendas en pleno Centro Histórico de la ciudad.

## Historia
La fundaron los Reyes Católicos en el año 1494, sólo cinco años después de la toma de la ciudad a los musulmanes por los propios monarcas, y era una de las parroquias o collaciones en que quedaba dividida esta para su cristianización.
En un primer momento la iglesia se instala donde hoy se encuentra el Convento de Santa Clara, siendo trasladada más tarde a su emplazamiento actual, en un solar en el que se asentaba una ermita dedicada a Santa Lucía y en un barrio donde la población morisca era mayoría y por ello la función de conversión asignaba a la fundación quedaba socialmente aún más justificada.

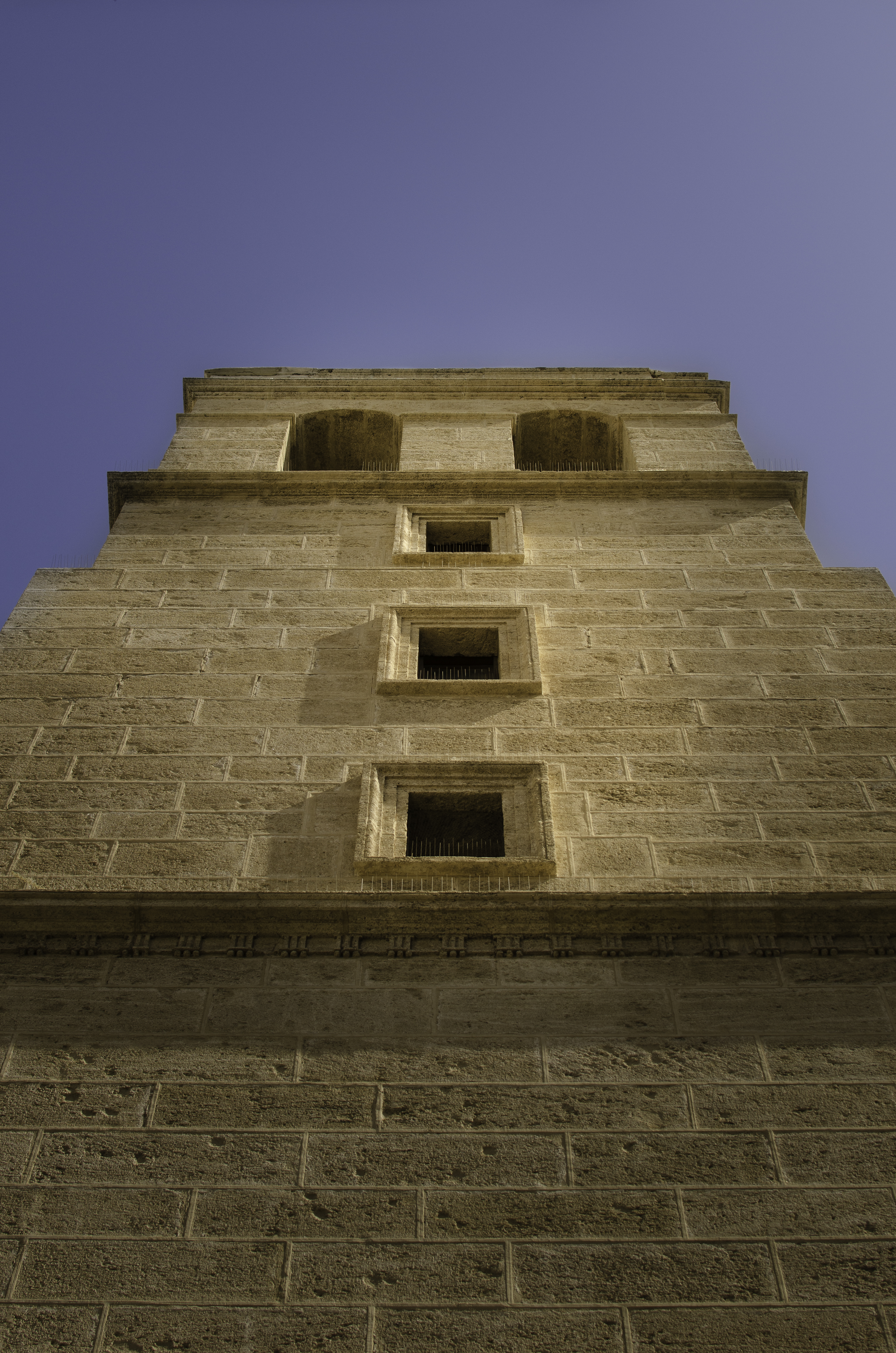
Vista de la torre

El templo se realiza según las trazas del arquitecto Juan de Orea en tiempos del obispo fray Diego Fernández de Villalán, edificándose entre los años 1553 y 1559 en un estilo gótico-mudéjar propio de las construcciones que se levantaban bajo la necesidad y la urgencia de afianzar el cristianismo en las zonas recién conquistadas.
Esta iglesia fue de las primeras en ser atacadas al estallar la Guerra civil española. El retablo de estilo barroco que hoy podemos ver procede de Villaciervos, en la provincia de Soria, y fue trasladado a este lugar en 1975.

## Descripción
La iglesia se organiza según una sola nave a la cual se abren capillas entre los contrafuertes, y se cubre con tramos de armadura de madera apoyada en arcos apuntados transversales, todo ello según un modelo parecido al de la Iglesia de Santiago (Vélez-Blanco) de Vélez-Blanco, obra también del mismo autor, Juan de Orea.
A pesar de la simplicidad estructural del templo, se introducen en él distintos elementos renacentistas que le dan cierto aspecto de "modernidad". En especial destacan en su interior las columnas con capiteles de estilo jónico que se adosan a los pilares para el arranque de los arcos, o la portada con arco de medio punto de la Capilla de Santa Lucía, instalada como homenaje a la ermita del mismo nombre que allí existía, en cuyas enjutas aparecen sencillos escudos con símbolos del obispo Villalán.

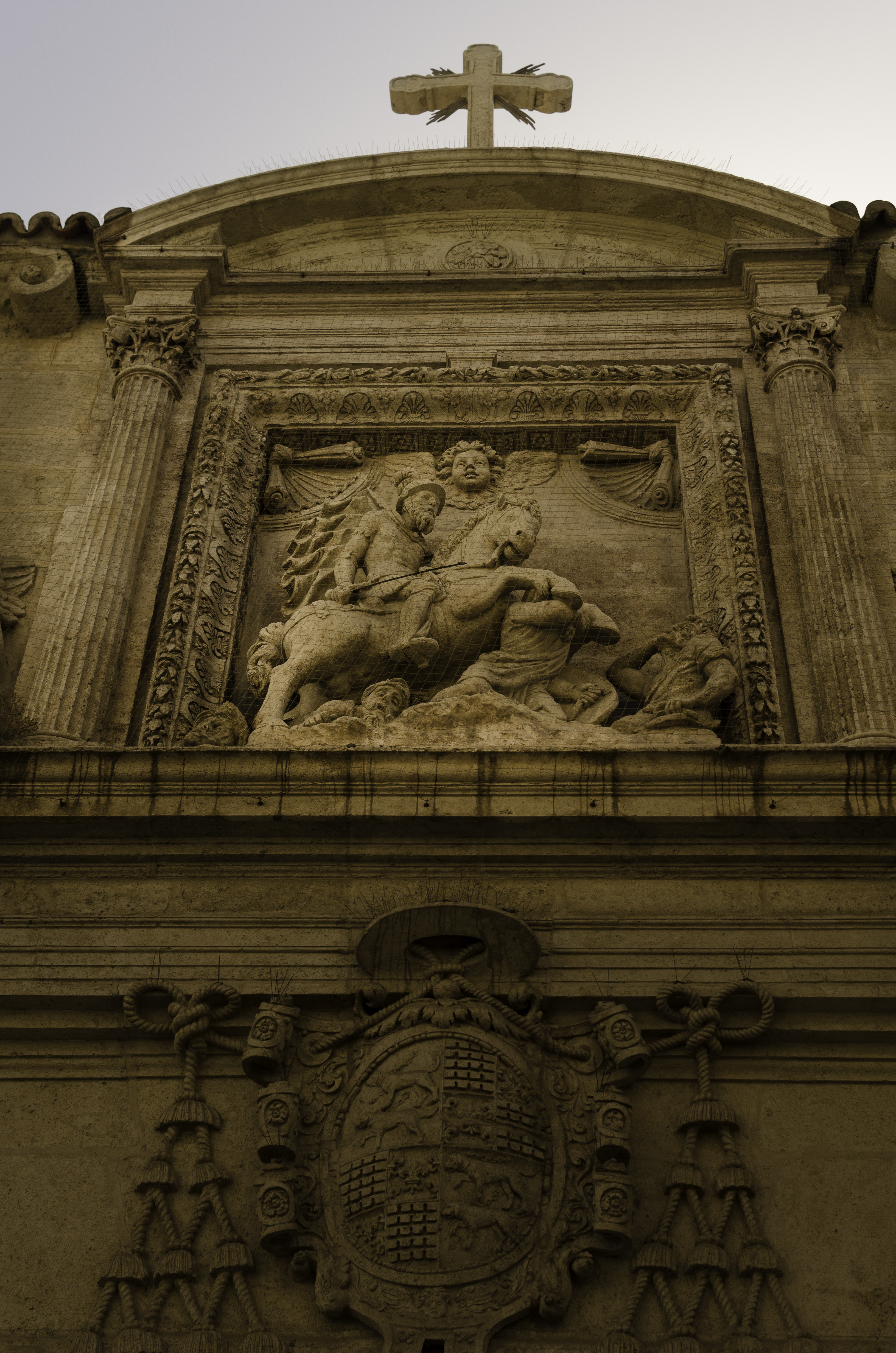
Detalle

Pero quizás el elemento más representativo de esta iglesia sea su portada lateral, planteada a modo de retablo en dos cuerpos de altura, el inferior con la puerta de entrada flanqueada entre dos pares de columnas jónicas entre las que se enlazan cruces y veneras de Santiago, titular del templo; y el superior, que muestra una gran carga simbólica e iconográfica, centralizado en un gran altorrelieve de Santiago Matamoros, a caballo y vestido de soldado, vencedor sobre un grupo de infieles. Rodeado por un notable marco labrado en piedra y enmarcado entre columnas jónicas de fuste estriado a los que se adosan ángeles, representa el triunfo cristiano sobre la población morisca, mayoría en la zona en el momento de su realización, intencionadamente implantado en la calle de mayor tránsito de la ciudad, en el camino de salida de la Almedina hacia la Puerta Purchena.
La escenografía de esta portada era fácilmente visible por la placeta existente en el lugar en otros tiempos. Hoy, tras la alineación de la calle Tiendas realizada en el siglo XX, la fachada queda algo desapercibida perdiendo parte del impacto visual con que fue creada en su momento.
Del interior, de sus obras artísticas destacan el altar mayor y otro de menor tamaño de finales del siglo XVII, procedentes de un pueblo extinto de Castilla-La Mancha, así como la virgen de la Soledad, Réplica de la primitiva, realizada por Pascual Ortells en 1941, y a sus pies se encuentra un niño Jesús de pasión, atribuido a Roque López.
Aquí tiene su sede la Hermandad de la Soledad que realiza estación de penitencia la tarde del Viernes Santo.

## Catalogación
Bien de Interés Cultural, la iglesia de Santiago de Almería está catalogada como Monumento. Fue declarada monumento histórico-artístico el 3 de junio de 1931 (Gaceta de Madrid, 4 de junio de 1931).